# (I've got) A love like a rainbow
(I've got) A love like a rainbow is een single van Sandra Reemer.
Het was de tweede solosingle van Sandra tijdens haar samenwerking met Dries Holten in Sandra en Andres. Op (I've got) A love like a rainbow werd ze weer begeleid door het orkest onder leiding van Ger van Leeuwen. Het lied is geschreven door Hans van Eijck en Ray Fenwick, destijds gezamenlijk optrekkend in After Tea.
The silent stands alone is een lied van Peter Boronov (Rob de Nijs zong ook een lied van hem) en M. Jansen, die verder onbekend bleven.
Zowel A- als B-kant werden later meegeperst op het eerste gezamenlijke studioalbum van Sandra en Andres Happy together getiteld, dat "pas" in 1970 verscheen.
Ook deze single werd geen hit.
Sandra Reemer

Al di là · Stille nacht, heilige nacht · 'k Zweef aan m'n ballonnetje · Gloria, gloria · Sluimer zacht · Singapura · Hoe leit dit kindeke · Mijn gitaar · Kopi susu · Als jij maar wacht · Een bos rozen · Heimwee · Mijn concert · Teddy song · Jij vergeet · Since you have gone · (I've got) A love like a rainbow · Simon Zealotes · Love me, honey · The party's over · Trust in me · This is your heartbeat · How little we know · Colorado · Nothing's gonna change · It hurts to be in love · America here I come · Indonesia · Get it on · Rien ne va plus · Fly like an angel · Gold · All out of love · Sleep with me tonight · Laughter in the rain · Goodnight, sweetheart, goodnight · Smoke gets in your eyes · La colegiala · For your love · He was the one · Love is cruel · Domenica · The last goodbye · Mensen zoals jij · Kom naar me toe · Alles wat ik wil · Een boom voor het leven · De mooiste droom is vogelvrij
Sandra en Andres

Storybook children · Somethin' in my heart · For the first time in my life · Reach for the moon · Let us pray together · Love is all around · Those words · Que je t'aime · Mary Madonna · Als het om de liefde gaat · Mama mia · Auntie · Aime-moi · Dzjing boem! · True love · You believed · Oh, nous sommes très amoureux
Dutch Divas

Work that body · From New York to L.A.